# Jehuda ben Becalel
Jehuda Liva ben Becalel (1512/1520/1525 nebo 1526 – 17. září 1609) (ve starší literatuře uváděn také německým pravopisem jako ben Bezalel), známý též jako rabbi Löw, Jehuda Arje ben Becalel, Jehuda Löw ben Becalel (Arje [hebrejsky Lev], Löw a Liva jsou synonyma), případně hebrejským akronymem מהר״ל – MaHaRaL (Morenu Ha-Rav Liva nebo též Morenu Ha-gadol Rabi Liva, náš (velký) učitel rabbi Liva), byl židovský rabín a učenec, legendární tvůrce pražského Golema. Působil jako vrchní moravský zemský rabín v Mikulově a později jako vrchní rabín v Praze za vlády Rudolfa II. Rabi Löw založil a vedl v pražském židovském ghettu talmudistickou školu (ješivu, 1573), upravil též pravidla pro spolek Chevra kadiša (pohřební bratrstvo, založen 1564). Ačkoli v Praze strávil pouze část svého života, je zde pohřben a v židovské literatuře je vždy nazýván מהר״ל מפראג – „Pražský Maharal“.

## Život

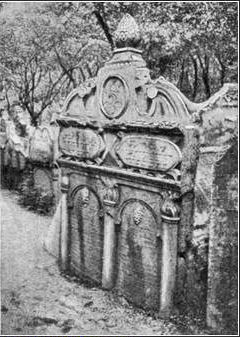
Hrob rabiho Löwa na Starém židovském hřbitově v Praze

Rabi Löw se narodil s největší pravděpodobností v Poznani (Polsko) do vlivné rabínské rodiny, dle tradice sahal její původ až k davidovské královské dynastii. Podle starších a nepřesných pramenů se měl sice narodit ve Wormsu (Porýní-Falc, Německo), nicméně odtamtud jeho rodina pravděpodobně pouze pocházela snad několik generací nazpět. K záměně jmen mohlo dojít snadno – jeho otec Becalel ben Chajim (jenž svůj původ odvozoval z Wormsu) byl švagrem rabína Jicchaka Klaubera z Poznaně.
Měl tři bratry – podle jedné z verzí byl druhý nejstarší, podle jiné byl nejmladší. Jeho bratři Sinaj, Chajim a Samson byli rovněž renomovaní učenci.
Jehudův život je opředen mnoha pověstmi a legendami, z nichž řada zlidověla a je považována za fakt, ačkoli se historicky dají jen těžko doložit. Podle jedné z nich studoval na různých ješivách v Polsku a Německu, podle jiného podání se vzdělával sám a výuku v ješivách neabsolvoval.
V roce 1553 poměrně brzy (ve 28 letech) přijímá úřad vrchního moravského zemského rabína v Mikulově. Po dvacetiletém působení na Moravě odešel roku 1573 do Prahy. V Praze zůstal do r. 1584, poté odešel – podle jedné z tezí do polské Poznaně, podle jiné zpět na Moravu.
Do Prahy se vrátil roku 1588. Během tohoto působení se 16. 2. 1592 setkává na Pražském hradě s císařem Rudolfem II. – obsah jejich schůzky není znám, ale podle některých (samozřejmě neověřených) zkazek, které rovněž časem zlidověly, se týkala společné záliby v alchymii a kabale.
Tato romantická představa, fakticky ovšem nedoložitelná, se nakonec stala stejně neodmyslitelnou součástí rabiho Löwa jako pověst o pražském Golemovi. Patrně během roku 1592 znovu odchází, tentokrát je jisté, že do Poznaně, kde se stává vrchním rabínem. Podle některých zpráv byl důvod jeho častého stěhování ten, že měl vždy v Praze velké problémy s představiteli židovské obce, která se ke svému bezesporu nejslavnějšímu rabínovi měla údajně zachovat velmi macešsky.
O několik let později (údaje se liší v řádu jednoho až pěti let) se do Prahy vrací a zůstává zde až do své smrti r. 1609. Jehuda ben Becalel je pohřben na Starém židovském hřbitově v Praze.

## Rodina
Byl dvakráte ženat. Po smrti své první ženy se znovu oženil s Perl bat Moše, která je pohřbena s ním (její část náhrobku vpravo). Měl minimálně dva syny a čtyři či šest dcer; desítky vnoučat a pravnoučat; dnes má celosvětově tisíce či snad desetitisíce potomků. Jeho nejstarší syn Becalel ben Jehuda Löw, zvaný Charif (zemř. 1599) byl rabínem v Kolíně nad Labem, kde je i pohřben na Starém židovském hřbitově. Jeden z jeho vnuků Šemuel ha-Levi Brandejs, se stal rabínem v Mohuči, Menachem Mendl Markus Becalel v Praze, jiný v Roudnici nad Labem, kde je na tamním židovském hřbitově pochován.

## Názory a postoje

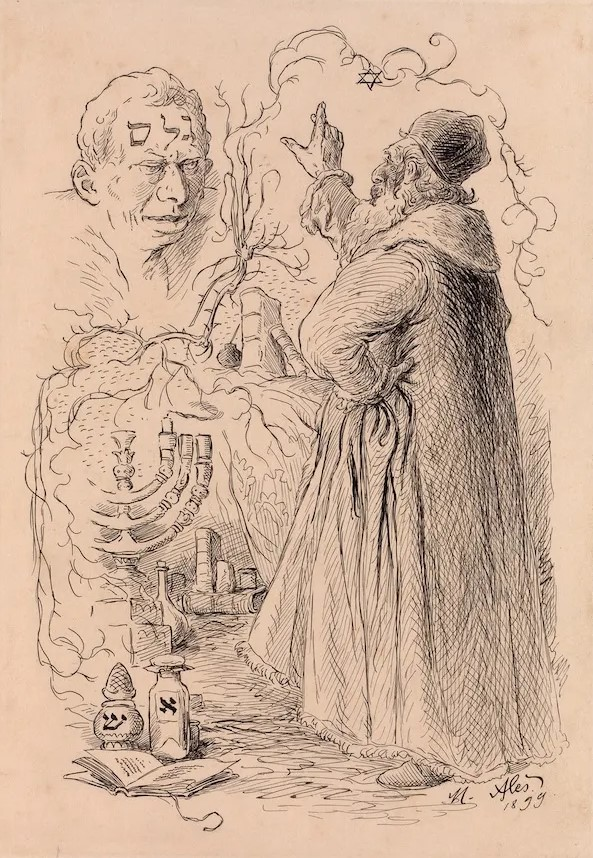
Rabi Löw tvoří Golema (kresba Mikoláše Alše)

Rabi Löw byl ve své době v židovském světě znám jako velký učenec, ale rozhodně to neznamená, že by své styky omezil pouze na své židovské souvěrce. Kromě již zmíněné audience u Rudolfa II. udržoval osobní přátelské styky s Tychonem Brahe i s dalšími osobnostmi, které rudolfínská Praha přitahovala.
Ohledně přístupu k halaše preferoval studium přímo talmudických pramenů než tehdy módní studium halachických kodexů, jakými byl Maimonidova Mišne Tora nebo Tur Ašera ben Jechiela. Údajně byl výjimečným pedagogem, který své žáky vyučoval podle jejich možností a potřeb, nikoli podle předepsaných osnov.
„Blázni dneška učí chlapce číst Bibli s komentářem Rašiho, kterému nerozumějí, a Talmud, který nemohou pochopit,“ měla znít jeho slova na adresu tehdejšího systému výuky. Snažil se podpořit studium Mišny a talmudické agady namísto tehdy nového směru studia Talmudu zvaného pilpul. Rovněž ale varoval proti přílišnému upnutí se na exaktní vědy, především v těchto věcech kritizoval Azarju dei Rossiho.
Ohledně jeho přístupu ke kabale se vedou spory. Podle Š. J. Rapaporta se kabale nevěnoval, podle Gershoma Scholema ovšem ano, dokonce jej považuje za předchůdce chasidismu.
Ve středu studia a komentářů rabiho Löwa stojí etika, které věnoval několik spisů. Zabýval se též systémem a způsobem vzdělávání. Odtud zřejmě pramení spekulace o tom, že jeho díla znal a nechal se jimi inspirovat Jan Amos Komenský. Rabbi Löw bývá rovněž označován za předchůdce hnutí chasidismu – i zde se ovšem jedná pouze o spekulaci založenou na některých podobnostech v učení rabiho Löwa a pozdějších chasidských myslitelů.

## Dílo
Rabi Löw byl velmi plodný autor a zanechal po sobě řadu spisů (výčet není úplný):
- Derech chajim (komentář k Pirkej avot)
- Netivot olam – pokračování Derech chajim
- Tif'eret Jisra'el – o výjimečnosti Tóry a jejích přikázání
- Be'er ha-gola (přepisováno také jako Be'er ha-gole nebo Be'er ha-gula, nevokalizovaný hebrejský název není jednoznačný) – pokračování Tif'eret Jisra'el, tentokrát soustředěné především na vysvětlení obtížných pasáží Talmudu a na obranu Talmudu jako celku
- Necach Jisra'el – o vykoupení, mesiášských nadějích a znameních, eschatologii jako celku
- Or chadaš – o Ester a Purim
- Ner micva – o svátku Chanuka
- Gur arje – vysvětlení komentáře Rašiho, včetně komentářů k Tanachu, targumu a midrašům
- Gevurot ha-Šem – o svátku Pesach, o vyvedení z Egypta, Hagada
- Pesachová hagada – včetně výkladu o šabat ha-gadol
- Chidušej Jore de'a – novely k druhému dílu halachického kodexu Arba'a turim
- řady dalších novel, respons a rukopisů

Maharalovy spisy byly několikrát vydány v hebrejštině (naposledy v Izraeli u nakladatelství Mosad ha-rav Kook) a v angličtině.
Jeho dílo nebylo dodnes vydáno v češtině. Pouze malý výběr textů ze spisů „Ner micva“ (Lampa přikázání) věnovaného svátku Chanuka, „Netivot olam“ (Cesty k věčnému životu) a „Derech chajim“ (Cesta života) vydalo nakladatelství P3K. V roce 2019 byl vydán v nakladatelství Academia úplný překlad spisu „Ner micva“, který přeložil Mirko Beneš.